# Narcís Terx
Narcís Terx fou un organista de Tortosa que regí el magisteri de l'orgue de la catedral de la Seu d’Urgell l'any 1531.